# Zodarion dubium
Zodarion dubium är en spindelart som beskrevs av Embrik Strand 1906. Zodarion dubium ingår i släktet Zodarion och familjen Zodariidae.
Artens utbredningsområde är Algeriet. Inga underarter finns listade i Catalogue of Life.